# マモンツキテンジクザメ
マモンツキテンジクザメ Hemiscyllium ocellatum はテンジクザメ科に属するサメの一種。英名からエポーレットシャークとも呼ばれる。オーストラリアとニューギニア島の浅瀬に生息する。体色は茶色で、胸鰭の後ろには大きな黒い紋がある。細長い体型で尾が長く、全長は1m以下。櫂状の胸鰭と腹鰭を持ち、浅瀬や海底を”歩く”ことができる。
夜行性で、サンゴ礁や潮だまりで底生無脊椎動物や小魚を捕食する。潮だまりの酸素は減少しやすいが、本種は無酸素環境でも1時間は生存することができ、最も溶存酸素の減少に強い脊椎動物であると考えられている。卵生で、8-12月にかけて2週間おきに産卵する。水族館やアクアリウムで人気がある。IUCNは保全状況を軽度懸念と評価している。

## 分類
1788年、フランスの博物学者ピエール・ジョゼフ・ボナテールによって、Tableau encyclopédique et méthodique des trois règnes de la natureにおいて記載された。当初の学名は Squalus ocellatus だったが、その後現在のモンツキテンジクザメ属 Hemiscyllium に移動された。タイプ標本は35cmの未成熟雄で、クイーンズランド州のクックタウン近郊で捕獲されたものである。他の英名として、"itar shark"、"blind shark"（この名はシロボシホソメテンジクザメ Brachaelurus waddi にも用いられる）がある。2002年の形態系統解析では、モンツキテンジクザメ属の系統は多分岐しており、最も近縁な種を特定することはできなかった。

## 分布
ニューギニア島南岸からシドニーまでのオーストラリア北岸に分布する。グレートバリアリーフのCapricorn‐Bunker礁群には特に個体数が多く、ヘロン島周辺のサンゴ礁には数千個体が生息すると推定されている。また、不確実なデータではあるが、マレーシア・スマトラ・ソロモン諸島からも報告がある。50m以浅の浅海に生息し、体が辛うじて浸かるくらいの浅瀬にもよく出現する。潮だまりやサンゴ礁の浅瀬、ミドリイシ属の上などを好む。

## 形態

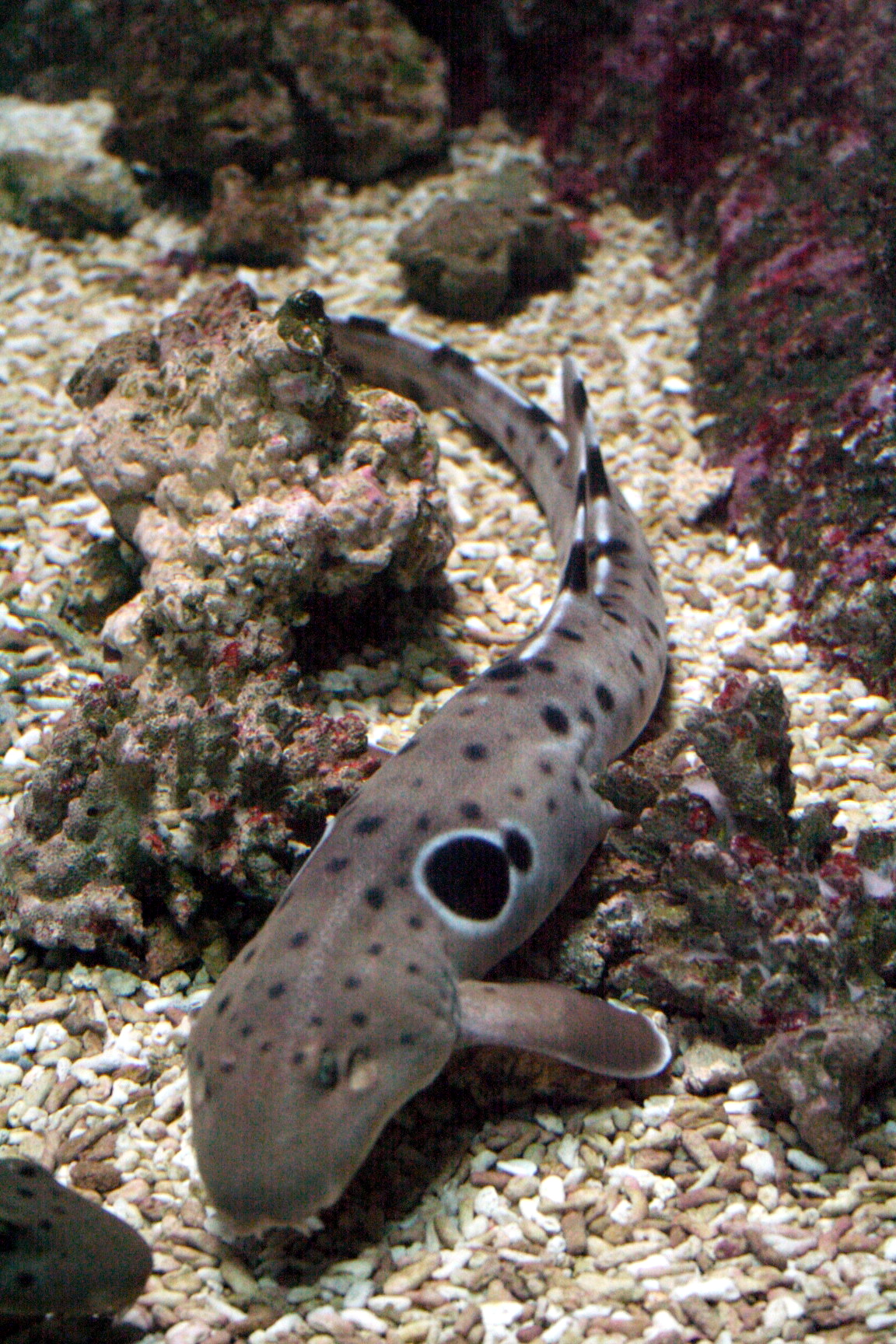
胸鰭後方にある大きな黒い紋が名の由来である。

体は細長く、全長の半分以上が細い尾柄で占められる。吻は丸くて短く、鼻孔はその先端に、1対の短い髭とともに位置する。鼻孔から口に向けて溝が走る。歯列は上顎で26-35、下顎で21-32。歯は小さくて基部は広く、三角形の尖頭を持つ。眼は楕円形で上方にあり、その下には大きな噴水孔が位置する。鰓裂は5対で小さく、第4と第5鰓裂は非常に近接している。
胸鰭・腹鰭は丸くて幅広く、筋肉質で分厚い。第一・第二背鰭の大きさは同じくらいで、共に体後部にある。臀鰭は低く、尾鰭のすぐ前方にある。尾鰭は上葉のみで、先端付近には体とほぼ平行に明瞭な欠刻がある。成体は背面がベージュから茶色で、疎らな斑点と薄い縦縞がある。胸鰭の後ろには、かなり大型の、白く縁取られた黒い紋があり、これは英名"Epaulette"（肩章）の由来となっている。幼体は体と鰭全体に白黒の横縞があるが、これは成長に連れて消失する。全長は通常70-90 cmで、最大で107 cmの報告がある。ヘロン島の個体は76cm、900gを超えない。

## 生態
複雑なサンゴ礁地形への適応として、櫂状の胸鰭と腹鰭で地面を押しながら、体をくねらせて”歩く”ことができる。泳ぐのは危険から逃れる場合が主で、遊泳速度はあまり速くない。対鰭の軟骨は、他のサメと比べて分離・縮小しており、鰭を四肢のように用いることを可能にしている。この動きによって、水から這い出して孤立した潮溜まりを行き来することも可能となっている。これはサンショウウオのような四肢動物との収斂進化であると考えられ、最初の地上性脊椎動物が進化する切掛となった行動と同等のものであると推測されている。主に夜行性で、干潮時に活発になる。サンゴの間や下で休息していることがあり、頭部が隠れれば、他の部分がはみ出しても気にしないようである。時々、開けた砂地やサンゴ礁の上に出て水流に向かって静止する（走流性）ことがあるが、これは呼吸や捕食者の監視のためであると思われる。
他のサメなど大型動物の捕食対象となる。体色は保護色となっており、斑紋は眼状紋として、捕食者の注意を逸らす効果があると推測される。ほぼ全個体が、ウミクワガタのプラニザ幼生の寄生を受ける。この幼生は交尾器や総排泄孔周辺、または口内や鰓に付着して吸血する。寄生によるダメージは非常に小さく、健康状態に影響を及ぼすほどのものではない。他の寄生虫として骨格筋に寄生する粘液胞子虫のクドア、血液に感染する原虫の Haemogregarina hemiscyllii  鰓に付着する貝虫の Sheina orri 、消化管に寄生する線虫 Proleptus australis などがある。

### 低酸素環境への適応

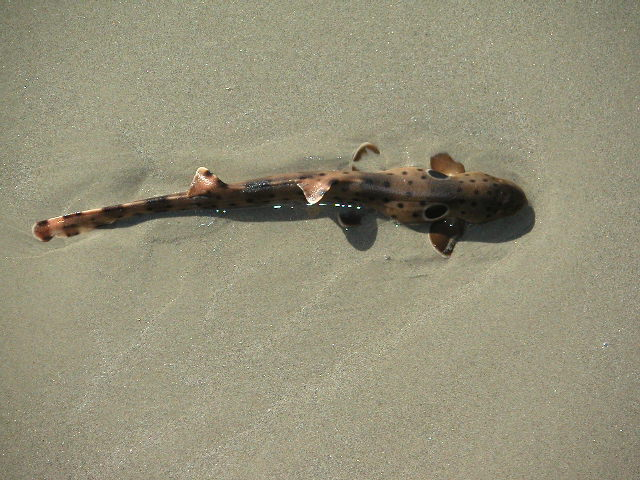
低酸素環境でも数時間生存することができる。

夜間に潮が引いた時、浅瀬の潮溜まりに取り残されてしまうことがよくある。潮だまりの溶存酸素量は、内部の生物の呼吸によって一夜のうちに80%以上も低下する。本種はこの低酸素環境に適応しており、通常の5%しか酸素を含まない水中で、行動応答性を失うことなく3時間以上生存できる。実験的には、ほとんど酸素を含まない水温30℃の水中で1時間生存した。これはほとんどの動物が低温下でのみ低酸素条件に耐えられるのと比べると特異である。
低酸素環境への応答はアデノシンによって制御され、心拍・呼吸の回数が急激に低下する。脳・心臓により多くの血液を運ぶために血管が拡張し、血圧は1/2にまで下がる。硬骨魚や四足動物と異なり、血流速度は一定に保たれ、血糖値の上昇は起こらない。この時、脳のATP消費量は真骨類の脳に比べて1/3にまで低下している。これは脳の一部の代謝を抑制できることによるもので、知覚核の機能を維持したまま運動核を不活化するような方法で行われる。これにより環境への応答性を保ったまま、神経細胞死を防ぐのに十分なATPを確保することができる。

### 摂餌
日和見的捕食者で、底生甲殻類・多毛類・小魚などを食べる。ヘロン島では、獲物の90%が多毛類とカニで、幼体は主に多毛類、成体はカニを食べていた。摂餌行動はいつでも行われるが、特に夜明けと夕暮れに活動的になる。主に嗅覚と電気受容器に頼って隠れた餌を探し、筋肉質の口腔を広げることで餌を吸い込む。餌を探している間は時折、頭部や吻で堆積物を掘り返し、餌とともに吸い込んだ砂礫は鰓孔から吐き出す。他のサメと異なり、餌を5–10分間よく噛んで食べる。歯を倒して平面を形成し、獲物の硬い殻を噛み砕くのに用いることができる。

### 生活史
交尾は、飼育下では年中起きるが、野生下では7-12月に行われる。交配行動は雌が雄を追いかけて噛み付くことから始まる。その後雄は雌の胸鰭に噛み付いて体を沿わせ、片方の交尾器を総排泄孔に挿入する。交尾は1分半程度続く。
卵生で、8-12月に産卵する。雌は14日おきに2個（まれに4個）の卵嚢を産み、年間で20-50個になる。卵嚢は長さ10cm、幅4cmほどで、120-130日で14-16cmの稚魚が孵化する。最初の成長は遅いが次第に加速し、3ヶ月後には5cm/年ほどの成長速度になる。雌雄ともに54-64cm、約7歳で性成熟する。

## 人との関わり

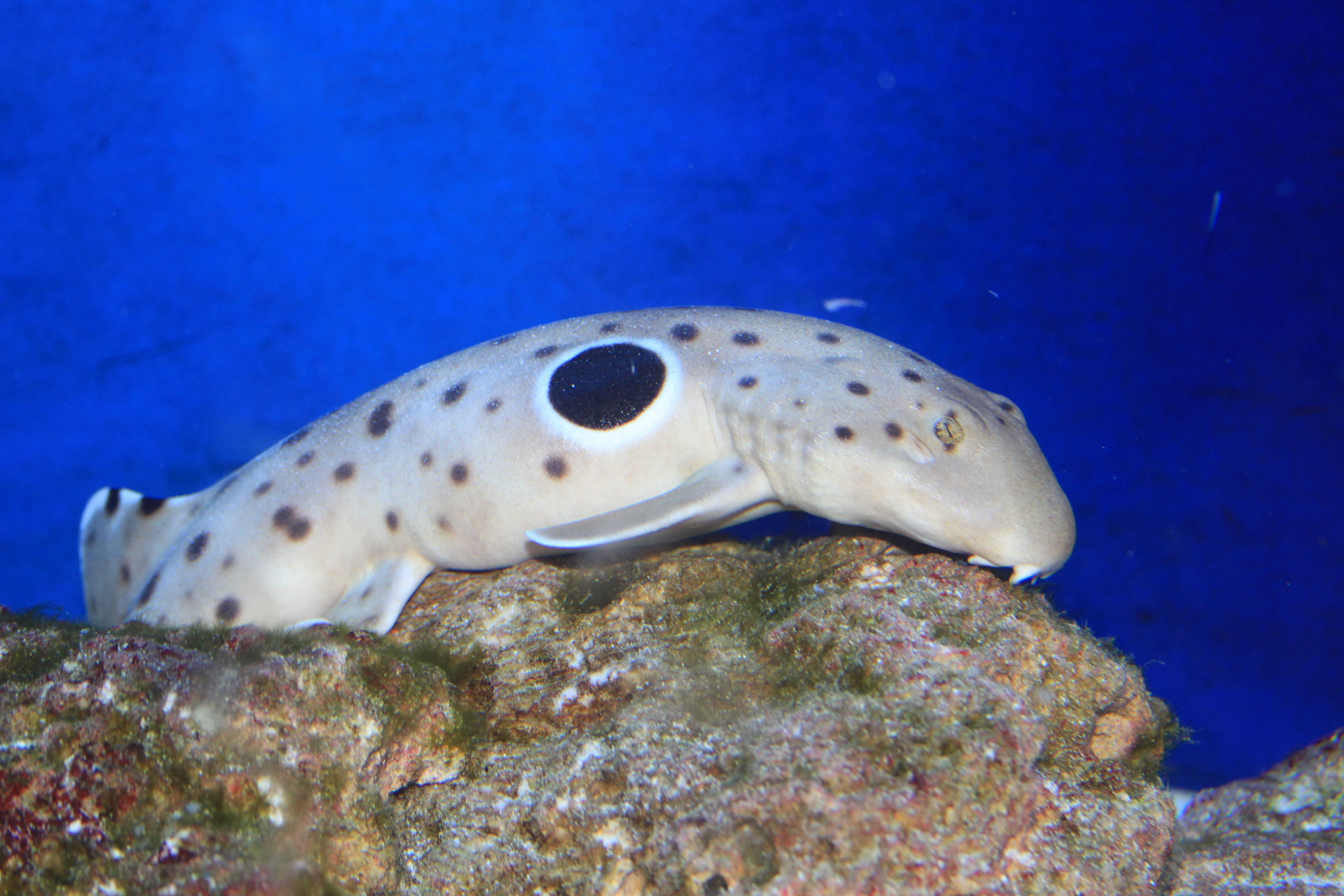
水族館で展示される本種

捕まえると噛み付く可能性はあるが、人に危害は加えない。動きが遅いこととおとなしそうな外見であることから、海水浴客に容易に捕獲され、その過程で傷ついてしまうことがある。飼育環境には容易に適応するため、米国・カナダ・オーストラリアなどの多くの水族館で展示される。Scott W. Michaelによる Aquarium Fish Magazine の1記事においては"家庭水槽に最適のサメ"として言及されている。飼育下繁殖も可能である。510 L (135ガロン) 程度の水槽でも飼育可能だが、成長した個体には680 L (180ガロン) 以上の水槽が望ましい。他の魚を食べる可能性があるため、混泳は推奨されない。
オーストラリア近海ではよく見られ、商業漁業や釣りの対象となっておらず、アクアリウム関連の取引や漁業での混獲も影響は最小限であり、IUCNは保全状況を軽度懸念と評価している。オーストラリア沿岸域はほぼ海洋公園として保護されているが、ニューギニア沿岸では生息地破壊や地元の漁業者による破壊的漁業・乱獲の影響を受けていると考えられ、地域的に準絶滅危惧とされている。